# Cinetodus carinatus
Cinetodus carinatus es una especie de pez de la familia Ariidae en el orden de los Siluriformes.

## Morfología
• Los machos pueden llegar alcanzar los 40 cm de longitud total.

## Alimentación
Come insectos acuáticos y terrestres (incluyendo sus larvas), gambas y detritus.

## Hábitat
Es un pez de agua dulce y de clima tropical.

## Distribución geográfica
Se encuentra en los ríos  Fly y  Lorentz (Nueva Guinea ).